# پلی کوریا
پلی کوریا (به انگلیسی: Polycoria) یک بیماری مادرزادی میباشد که در یک چشم دو عنبیه به همراه دو مردمک وجود دارد که در هم ادغام شده اند.

## عوامل ایجاد بیماری

### شرح بیماری
پلی کوریا چشم دو مردمکی به حالتی گفته می‌شود که فرد در اثر ابتلای به آن  به جای داشتن یک بخش رنگدانه دار عنبیه در چشم خود، 2 عنبیه دارد. گاهی اوقات عنبیه ها جدا از هم هستند و در  برخی موارد به یکدیگر چسبیده‌اند.
عامل بیماری سندرم اکسنفلد ریگر  نوعی اختلال اتوزومال غالب مورفوژنز است که منجر به رشد غیرطبیعی قسمت قدامی چشم می شود و تقریباً در 50٪ افراد مبتلا به کوری ناشی از گلوکوم منجر می شود

### سندرم اکسنفلد
سندرم اکسنفلد ریگر به انگلیسی ( Axenfeld Rieger ) در درجه اول یک اختلال چشم است ، اگرچه می تواند سایر قسمت های بدن را نیز درگیر کند. این وضعیت با ناهنجاری های قسمت جلوی چشم مشخص می شود ، منطقه ای که به عنوان قسمت قدامی شناخته می شود. به عنوان مثال ، قسمت رنگی چشم (عنبیه) ، ممکن است نازک یا رشد ضعیفی داشته باشد. عنبیه به طور معمول دارای یک سوراخ مرکزی واحد به نام مردمک است که از طریق آن نور به چشم وارد می شود. افراد مبتلا به سندرم آکسنفلد-ریگر اغلب دارای یک مردمک چشم هستند که از مرکز خارج است (هسته قلب) یا سوراخ های اضافی در عنبیه وجود دارد که می تواند مانند مردمک های متعدد باشد (پلی کوریا). این وضعیت همچنین می تواند باعث ناهنجاری های قرنیه شود ، که جلوی واضح جلوی چشم است. در حدود نیمی از افراد مبتلا به گلوکوم ، یک بیماری جدی که فشار داخل چشم را افزایش می دهد ، مبتلا می شوند. وقتی گلوکوم با سندرم اکسنفلد-ریگر اتفاق می افتد ، بیشتر اوقات در اواخر کودکی یا نوجوانی ایجاد می شود ، اگرچه ممکن است از اوایل کودکی بروز کند. گلوکوم می تواند باعث کاهش بینایی یا کوری شود. علائم و نشانه های سندرم اکسنفلد ریگر همچنین می تواند سایر قسمت های بدن را تحت تأثیر قرار دهد. 
بسیاری از افراد مبتلا دارای ویژگیهای متمایز صورت مانند چشمهایی با فاصله زیاد (پرفشاری خون) هستند. یک میانه صورت صاف با یک پل بینی پهن و مسطح. و پیشانی برجسته این وضعیت همچنین با ناهنجاری های دندانی از جمله دندان های غیرمعمول کوچک (میکرودنتیا) یا کمتر از دندان های طبیعی (الیگودونتیا) همراه است. برخی از افراد مبتلا به سندرم اکسنفلد ریگر چین و چروک اضافی پوست در اطراف ناف شکم خود دارند (پوست مایع اضافی). از دیگر ویژگی های معمول کمتر این می تواند نقص قلب ، بازشدن مجرای ادرار در زیر آلت تناسلی مرد (هیپوسپادیاس) ، باریک شدن مقعد (تنگی مقعد) و ناهنجاری های غده هیپوفیز باشد که منجر به رشد کند می شود. محققان توضیح داده اند حداقل سه نوع سندرم آکسنفلد ریگر. انواع آنها که از 1 تا 3 شماره گذاری می شوند ، با توجه به علت ژنتیکی آنها متمایز می شوند

### جهش ژنی
جهش درکروموزوم 13q14 و جهش در ژن FOXC1 (601090) در کروموزوم 6p25 اتفاق می افتد 

### عوامل دیگر
هیچ مکانیسم مستقیم شناخته شده ای در ایجاد پلی کوریای واقعی یا شبه پولیکوریا دخیل نیست. برخی از ایده های پیشنهادی وجود دارد ، یکی اینکه بعد از اینکه عضله اسفنکتر به طور کامل در چشم شکل گرفت و رشد کرد ، از حاشیه مردمک چشم قطع می شود که منجر به تمایز مردمک اضافی و مردمک اصلی می شود. همچنین پولی کوریا می تواند باعث ایجاد هرگونه سوراخ در عنبیه فرد برای ایجاد رشد عضله اسفنکتر شود. نظریه پیشنهادی دیگر در مورد علت پلی کوریا ، ترومای داخل رحمی یا ضربه عنبیه پس از زایمان است. 

## بیماری های مشابه
وجود دو مردمک در یک چشم از نظر علم پزشکی غیرممکن است ولی بیماری هایی وجود دارد که شباهت دوری با این قضیه دارند.
- بیماری ناهمرنگی عنبیه یا هتروکرومیا [۹] که در واقع تفاوت در رنگ عنبیه است.
- بیماری کولوبوما [۱۰] که در آن یک حفره در یکی از اجزای چشم وجود دارد.
- بیماری پلی کوریا [۱۱] بیماری بسیار نادری است که در آن دو منفذ در عنبیه چشم وجود دارد. این بیماری می تواند مادرزاد باشد یا اینکه یک بیماری دیگر عنبیه را تحت تأثیر قرار دهد.

## درمان
تنها روش درمانی جراحی و نظارت چشمی است که به مدت طولانی توصیه می شود.